# G・カンパニー
株式会社G・カンパニー（ジー・カンパニー）は、東京都中野区に所在する、映画の製作、テレビ番組の制作プロダクション。

## 概要
日活→三船プロダクション→ヴァンフィル（東北新社）を経て活動してきたプロデューサー「元村武」が本格的に独立して設立。多数の映画・テレビドラマを作ってきた。 

## 製作作品

### テレビ
- 大江戸捜査網（平成版）
- 信濃のコロンボ
- ソタイ 組織犯罪対策課
- ガンリキ 警部補・鬼島弥一
- だます女だまされる女
- 作家 小日向鋭介の推理日記
- ガラスの仮面
- 結婚してシマッタ!
- 萬屋長兵衛の隅田川事件ファイル
- 棟居刑事シリーズ（中村雅俊版）
- 釣り刑事
- お助け同心が行く!
- 隠密・奥の細道
- ヤメ検の女
- ホテルウーマン
- 我慢できない!
- イマジン
- もう我慢できない!
- ゆっくり歩け、空を見ろ
- 大竹まことのただいま!PCランド

### 映画
- 愛の新世界
- 痛くない死に方
- 夜明けまでバス停で
- 獅子王たちの夏
- 獅子王たちの最后
- お日柄もよくご愁傷さま
- スクールウォーズ HERO
- フィレンツェの風に抱かれて